# Hrušovka
Hrušovka je malá vesnice, část obce Velemín v okrese Litoměřice. Nachází se asi 1,5 km na severovýchod od Velemína. Hrušovka leží v katastrálním území Bílý Újezd o výměře 2,63 km².

## Název
Název vesnice je odvozen z přídavného jména hrušová ve významu hrušová ves, stráň nebo zahrada. V historických pramenech se název objevuje ve tvarech: Hrussowka (1396, 1404), „w Hrussowcze“ (1545), v Hrussowcze (1601) a německy Roscholka (1787 a 1833).

## Historie
První písemná zmínka o Hrušovce pochází z roku 1396, kdy ve vsi stála tvrz, na které sídlil Jan Larva z Dobkovic. Zemřel nejpozději v roce 1401 a dalším majitelem se stal Matěj z Hrušovky připomínaný roku 1407. Během husitských válek tvrz nejspíše zanikla a vesnice byla rozdělena na dvě části. Větší část s pustou tvrzí získali Kaplířové ze Sulevic, kteří ji připojili k panství hradu Ostrý, zatímco zbytek patřil k Bílince. Hrušovská tvrz byla pustá také v roce 1505, kdy ji i se dvorem Kamarét ze Sulevic prodal Jindřichu Venclíkovi z Vrchoviště. Vesnice poté od roku 1530 k Chotiměři a od roku 1653 k Lovosicím.

## Obyvatelstvo
|                                                                     | 1869 | 1880 | 1890 | 1900 | 1910 | 1921 | 1930 | 1950 | 1961 | 1970 | 1980 | 1991 | 2001 | 2011 | 2021 |
| ------------------------------------------------------------------- | ---- | ---- | ---- | ---- | ---- | ---- | ---- | ---- | ---- | ---- | ---- | ---- | ---- | ---- | ---- |
| Obyvatelé                                                           | 116  | 108  | 88   | 92   | 96   | 118  | 94   | 58   | 51   | 47   | 35   | 23   | 26   | 29   | 33   |
| Domy                                                                | 18   | 21   | 18   | 19   | 20   | 19   | 21   | 15   | —    | 13   | 13   | 13   | 12   | 13   | 15   |
| Počet domů z roku 1961 je zahrnut v domech místní části Bílý Újezd. |      |      |      |      |      |      |      |      |      |      |      |      |      |      |      |

## Obecní správa
Při sčítání lidu v letech 1869–1976 Hrušovka byla částí obce Bílý Újezd, se kterým patřil nejprve do okresu Litoměřice, ale v roce 1950 v okrese Lovosice a v letech 1961–1976 znovu v okrese Litoměřice. Od 1. května 1976 je částí obce Velemín v okrese Litoměřice.

## Pamětihodnosti

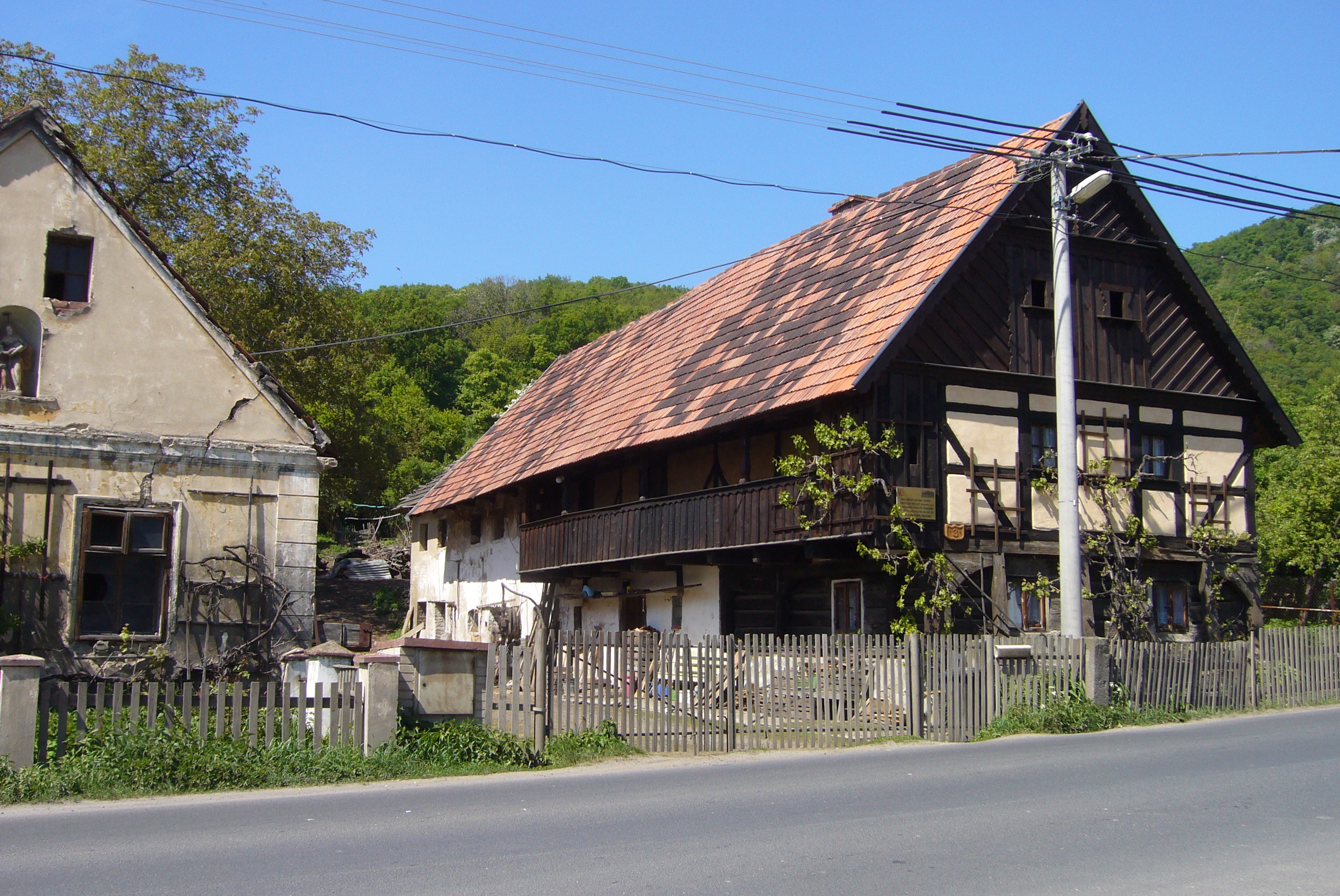
Usedlost čp. 3

Památkově chráněná usedlost čp. 3 je ukázkou hrázděného domu ve stylu lidové architektury pozdního baroka z konce osmnáctého století. K domu přiléhá drobný zděný výminek z období pozdního klasicismu.